# Чан Ваньцюань
Чан Ваньцюань (кит.: 常万全; січень 1949) — китайський військовий і державний діяч. Міністр оборони Китайської Народної Республіки. Член Державної ради КНР з 2013 року. Член ЦК КПК (16—18 скликань).

## Біографія
В рядах Народно-визвольної армії Китаю з березня 1968, з листопада того ж року член Комуністичної партії Китаю. Закінчив Вейнаньське педагогічне училище провінції Шеньсі, де навчався в 1985—1987 роках, молодший спеціаліст.
У 1992-94 рр. командувач 61-ю дивізією. У 1994-98 рр. начштабу 47-ї групи армій. У 1998—2000 рр. служив в Нацуніверситеті оборони. У 2000-02 рр. командувач 47-ї групи армій. У 2002-03 рр. начштабу Ланьчжоуського ВО. У 2003-04 рр. начштабу Пекінського ВО. У 2004—2007 роках командувач Шеньянським військовим округом.
З вересня 2007 року по жовтень 2012 року начальник Головного управління озброєнь і військової техніки НВАК. Член Центрвоєнради КНР з жовтня 2007 року. Під час перебування на цій посаді чотири роки керував китайською програмою пілотованих космічних польотів, саме під його керівництвом корабель «Шеньчжоу-7», космічний модуль «Тяньгун-1», кораблі «Шеньчжоу-8» і «Шеньчжоу-9» по черзі піднялися в  космос.
З березня 2013 року міністр оборони і член Держради КНР. Є найстаршим за віком серед п'яти нинішніх членів Держради. Також як і його попередник на посту міністра оборони Лян Гуанле, не є членом Політбюро. Через вікових обмежень не зможе бути переобраний на наступний термін в ЦК КПК.
Завідував кафедрою ведення військових операцій Академії національної оборони.
«Чан Ваньцюань вважається людиною Ху Цзіньтао», — зазначав журнал «Коммерсант-Власть» (05.11.2012), — "кар'єра Чана різко прискорилася після того, як Ху став генсеком — в 2002-му генерала обрали в ЦК партії, потім він був начальником штабу в столичному військовому окрузі … ".